# NGC 2822
NGC 2822 est une galaxie elliptique située dans la constellation de la Carène. NGC 2822 a été découverte par l'astronome britannique John Herschel en 1835.

## Caractéristiques
Sa vitesse par rapport au fond diffus cosmologique est de 1 806 ± 19 km/s, ce qui correspond à une distance de Hubble de 26,6 ± 1,9 Mpc (∼86,8 millions d'al).
Cette galaxie est noyée dans la lumière de l'étoile Beta Carinae.